# Editor War
Als Editor War (zu deutsch „Krieg der Editoren“) wird der Streit um den besten Texteditor bezeichnet, der seit mindestens 1985 andauert. Die zwei größten rivalisierenden Parteien waren die Anhänger des vi und die des Emacs.
Von den Beteiligten wurde und wird der favorisierte Editor mit einer bisweilen an Fanatismus grenzenden Ehrfurcht behandelt. Viele Flame Wars wurden zwischen den verschiedenen Anhängern ausgetragen, in denen jede Gruppe ihren Editor über alles lobte und den anderen kritisierte. Die meisten Beteiligten waren sich darüber im Klaren, dass die ganze Debatte ironisch gemeint war. Ähnliche Kriege gab es um die verschiedenen Betriebssysteme, Programmiersprachen und auch um den Code-Einrückungsstil.
Meist wurden die Editorenkriege zwischen den Anhängern von vi und Emacs ausgetragen, den zwei am weitesten verbreiteten Texteditoren für Unix und unixoide Systeme. Die beiden Editoren haben eine sehr flache Lernkurve, deswegen muss ein Benutzer viel Zeit investieren, um den Editor zu beherrschen. Die meisten Unix-Benutzer verwenden nur einen der beiden Editoren, jedoch beherrschen viele zumindest grundlegende Funktionen des anderen Editors und sehen sich dadurch in der Lage, ihn zu kritisieren.

## Kurioses
In fast jeder vi-gegen-Emacs-Diskussion gibt es jemanden, der bemerkt, dass ed der Standardeditor unter Unix sei.

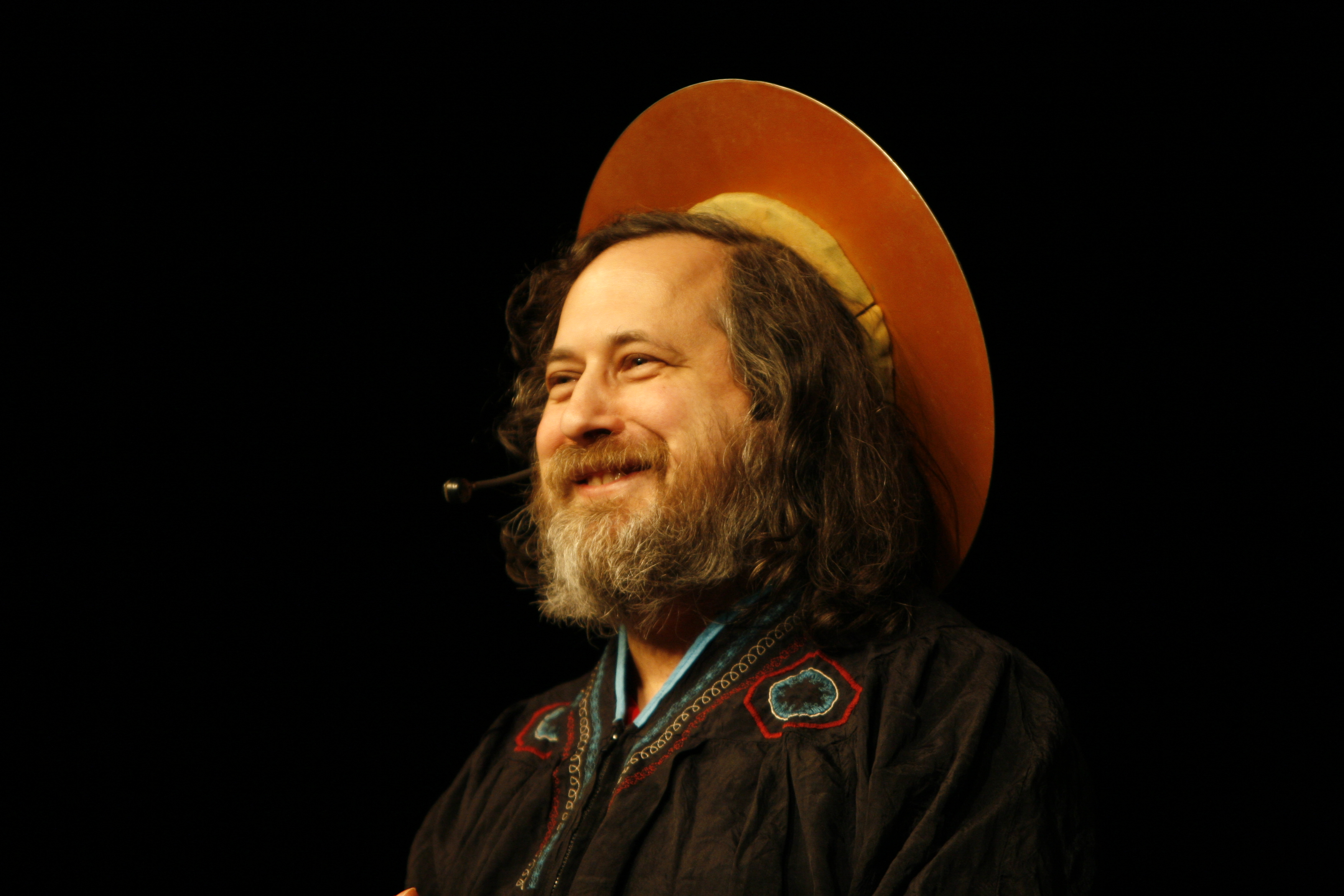
Richard Stallman bei einem Auftritt als St. IGNUcius, einem Heiligen der Kirche von Emacs (2009)

Richard Stallman gründete die Emacs-Kirche (The Church of Emacs) und ernannte sich zum Heiligen IGNUcius. Die Kirche besitzt die eigene Newsgruppe alt.religion.emacs.
Die vi-Befürworter gründeten einen vi-Kult (Cult of vi), worauf sie als Nachmacher („ape their betters“) von Emacs-Anhängern bezeichnet wurden.
Emacs-Fans werfen vi vor, dass es nur zwei Modi habe: „Piepst ständig rum“ und „Macht alles kaputt“. Die vi-Anhänger sagen, dass man von den vielen Tastenkombinationen, die man in Emacs benutzen muss, das RSI-Syndrom bekomme.
Es gibt sehr viele verschiedene Erklärungen, was die Abkürzung Emacs bedeutet, zum Beispiel „Escape Meta Alt Control Shift“.

## Zitate
“Emacs is a great operating system – it lacks a good editor, though.”

„Emacs ist ein großartiges Betriebssystem – allerdings fehlt ein guter Editor.“

“Using a free version of vi is not a sin; it is a penance.”

„Eine freie Version des vi zu verwenden ist keine Sünde; es ist eine Buße.“